# Williams FW42
Chronologie des modèles (2019)
Williams FW41 Williams FW43
La Williams FW42 est la monoplace de Formule 1 engagée par l'écurie britannique ROKiT Williams Racing dans le cadre du championnat du monde de Formule 1 2019. Elle est pilotée par le Britannique George Russell, champion du monde en titre de Formule 2, et le Polonais Robert Kubica, de retour après huit ans d'absence. Le pilote-essayeur est le Canadien Nicholas Latifi.

## Création de la monoplace
Les premières photos de la Williams FW42 sont publiées par l'écurie le 15 février 2019.

## Résultats en championnat du monde de Formule 1
| Saison | Écurie                | Moteur                        | Pneus   | Pilotes        | Courses | Courses | Courses | Courses | Courses | Courses | Courses | Courses | Courses | Courses | Courses | Courses | Courses | Courses | Courses | Courses | Courses | Courses | Courses | Courses | Courses | Points inscrits | Classement |
| Saison | Écurie                | Moteur                        | Pneus   | Pilotes        | 1       | 2       | 3       | 4       | 5       | 6       | 7       | 8       | 9       | 10      | 11      | 12      | 13      | 14      | 15      | 16      | 17      | 18      | 19      | 20      | 21      | Points inscrits | Classement |
| ------ | --------------------- | ----------------------------- | ------- | -------------- | ------- | ------- | ------- | ------- | ------- | ------- | ------- | ------- | ------- | ------- | ------- | ------- | ------- | ------- | ------- | ------- | ------- | ------- | ------- | ------- | ------- | --------------- | ---------- |
| 2019   | ROKiT Williams Racing | Mercedes-AMG F1 M10 EQ Power+ | Pirelli |                | AUS     | BAH     | CHI     | AZE     | ESP     | MON     | CAN     | FRA     | AUT     | GBR     | ALL     | HON     | BEL     | ITA     | SIN     | RUS     | JAP     | MEX     | USA     | BRE     | ABU     | 1               | 10e        |
| 2019   | ROKiT Williams Racing | Mercedes-AMG F1 M10 EQ Power+ | Pirelli | George Russell | 16e     | 15e     | 16e     | 15e     | 17e     | 15e     | 16e     | 19e     | 18e     | 14e     | 11e     | 16e     | 15e     | 14e     | Abd.    | Abd.    | 16e     | 16e     | 17e     | 12e     | 17e     | 1               | 10e        |
| 2019   | ROKiT Williams Racing | Mercedes-AMG F1 M10 EQ Power+ | Pirelli | Robert Kubica  | 17e     | 16e     | 17e     | 16e     | 18e     | 18e     | 18e     | 18e     | 20e     | 15e     | 10e     | 19e     | 17e     | 17e     | 16e     | Abd.    | 17e     | 18e     | Abd.    | 16e     | 19e     | 1               | 10e        |

Légende : ici